# Коротков, Владимир Викторович
Влади́мир Ви́кторович Коротко́в (23 апреля 1948, Москва — 14 июня 2025) — советский теннисист и теннисный тренер, заслуженный мастер спорта СССР. Трёхкратный чемпион СССР по теннису в одиночном и мужском парном разряде, победитель Уимблдонского турнира и чемпионата Франции среди юношей, победитель выставочного теннисного турнира Олимпийских игр в Мехико в смешанном парном разряде (с Зайгой Янсоне).

## Спортивная карьера

### Игровая карьера
Владимир Коротков начал играть в теннис с пяти лет. Родным клубом для него стал ЦСКА, а первым тренером была Тамара Дубровина. Позднее тренировался у В. А. Клейменова и Е. В. Корбута. Окончил Государственный центральный институт физической культуры.
В 1963 году Владимир стал победителем Всесоюзных юношеских соревнований в смешанном парном разряде с Мариной Чувыриной. На следующий год он стал чемпионом СССР в мужском парном разряде и вышел в первый из трёх подряд финалов юношеского Уимблдонского турнира, уступив в нём египтянину Исмаилу эль-Шафею. В 1965 году он уже выиграл юношеский Уимблдонский турнир, а спустя год повторил свой успех на Уимблдоне и добавил к нему звание чемпиона Франции среди юношей. В 1966 году он также завоевал свой второй титул чемпиона СССР в парном разряде.
В 1967 году в составе сборной Москвы Коротков стал победителем Спартакиады народов СССР. На следующий год он был включён в состав советской делегации на Олимпийских играх в Мехико. В это время теннис в Олимпийской программе был представлен только показательным и выставочным турнирами, и Коротков, выигравший выставочный турнир в миксте с Зайгой Янсоне и разделивший третье место в одиночном и мужском парном разряде, не имеет официального звания Олимпийского чемпиона. В 1969 году Коротков стал чемпионом Европы в миксте.
В дальнейшем Коротков неоднократно становился финалистом чемпионата СССР в парном разряде (в последний раз в 1979 году), а в 1970 году дошёл до финала в смешанных парах. В 1977 году он завоевал звание чемпиона СССР в одиночном разряде, победив в финале Вадима Борисова. На его счету по три победы во Всесоюзных зимних соревнованиях в мужском и смешанном парном разряде. Выступая за ЦСКА, Коротков четыре раза завоёвывал командный Кубок СССР. С 1966 по 1977 год он постоянно входил в десятку сильнейших теннисистов СССР, в 1973 году поднявшись в национальном рейтинге до третьего места.
На международной арене Владимир Коротков наиболее успешно выступал в любительских соревнованиях. Помимо победы на чемпионате Европы в миксте, он пять раз выигрывал летний международный турнир Федерации тенниса СССР в мужских парах и один раз в миксте, а аналогичный зимний турнир по два раза выигрывал в одиночном и смешанном парном разряде. Коротков провёл с 1969 по 1974 год 21 игру в составе сборной СССР в Кубке Дэвиса, одержав 10 побед. В последний год своих выступлений в сборной он выиграл с ней Европейскую зону и уступил затем индийцам в межзональном турнире. В открытых турнирах самыми значительными его успехами были выходы в четвёртый круг Открытого чемпионата Италии (в 1969 году, после побед над Чарли Пасареллом и Оуэном Дэвидсоном, и в 1973 году, после победы над Клиффом Ричи). В турнирах Большого шлема его лучшим результатом был выход в третий круг на Уимблдоне 1968 года.

#### Стиль игры
Сильными сторонами игры Короткова были уверенный и стабильный приём, а также умелая и непредсказуемая игра с лёта, делавшая его особенно ценным партнёром в парных соревнованиях. На корте его отличала выносливость, позволявшая ему действовать активно в течение всего матча.

### Тренерская карьера
После окончания активных выступлений Владимир Коротков стал тренером. С 1981 по 1993 год он занимал должность тренера-преподавателя в различных спортобществах, затем в 1993—1994 годах был тренером Московской теннисной академии. С 1994 по 1996 год, до выхода на пенсию, он занимал пост менеджера по спортивным программам АОЗТ «Система глобальных средств массовой информации».
В признание заслуг Короткова перед советским теннисом ему было в 1991 году присвоено звание «Заслуженный мастер спорта СССР». В дальнейшем его кандидатура регулярно выдвигалась на включение в списки Зала российской теннисной славы в номинации «Игроки и деятели тенниса второй половины XX века». В 2014 году он наконец победил в этой номинации.